# 塘坳乡
塘坳乡，是中华人民共和国重庆市秀山土家族苗族自治县下辖的一个乡镇级行政单位。

## 行政区划
塘坳乡下辖以下地区：
凉水村、坝麻村、柏香园村、小兰村、八一村、两河村、大寨村和葛麻村。